# Білостоцьке воєводство (1975—1998)
Білостоцьке воєводство (пол. województwo białostockie) — воєводство Польщи, що існувало в 1975—1998 роках.
Являло собою одну з 49 основних одиниць  адміністративного поділу Польщі, які були скасовані в результаті адміністративної реформи Польщі 1998 року.
Займало площу 5576 км². Адміністративним центром воєводства було місто Білосток. Після адміністративної реформи воєводство припинило своє існування і його територія повністю відійшла до новоутвореного Підляського воєводства.

## Районні адміністрації
- Районна адміністрація в Білостоці для гмін: Хорощ, Чарна-Білостоцька, Добжинево-Дуже, Грудек, Юхновець-Косьцельни, Лапи, Міхалово, Посвентне, Супрасль, Сураж, Туроснь-Косьцельна, Тикоцин, Васильків, Заблудів та міста Білосток
- Районна адміністрація в Більську-Підляському для гмін: Більськ-Підляський, Ботьки, Бранськ, Орля, Рудка, Вишки та міст Більськ-Підляський та Бранськ
- Районна адміністрація у Гайнівці для гмін: Біловежа, Черемха, Чижі, Дубичі Церковні, Гайнівка, Кліщелі, Нарва та Наровка та міста Гайнівка
- Районна адміністрація у Моньках для гмін: Ясьонувка, Ясвіли, Книшин, Крипно та Монькі
- Районна адміністрація у Сім'ятичах для гмін: Дорогичин, Дідковичі, Городиськ, Мельник, Милейчиці, Нурець-Станція, Сім'ятичі та міста Сім'ятичі
- Районна адміністрація в Гміна Сокулці для гмін: Гміна Домброва-Білостоцька, Янув, Корицин, Кринкі, Кузьниця, Новий Двурr, Сідра, Сокулка, Суховоля та Шудзялово.

## Міста
Чисельність населення станом на 31 грудня 1998 року):
| - Білосток — 283 937 - Більськ-Підляський — 27 594 - Гайнівка — 24 170 - Сокулка — 20 096 - Лапи — 17 600 - Сім'ятичі — 15 632 - Монькі — 10 990 - Чарна-Білостоцька — 10 013 - Васильків — 8 900 - Домброва-Білостоцька – 6 200 | - Хорощ – 5 400 - Супрасль – 4 600 - Бранськ – 3 800 - Книшин – 2 900 - Заблудів – 2 400 - Суховоля – 2 300 - Дорогичин – 2 100 - Тикоцин – 1 900 - Кліщелі – 1 400 - Сураж – 1 000 |